# Arafo
Arafo település Spanyolországban, Santa Cruz de Tenerife tartományban. Arafo Candelaria, Santa Úrsula, La Orotava, Güímar és La Victoria de Acentejo községekkel határos. Lakosainak száma 5776 fő (2024).

## Népesség
A település népessége az elmúlt években az alábbi módon változott:
| Lakosok száma | 5012 | 5256 | 5310 | 5502 | 5507 | 5464 | 5531 | 5551 | 5623 | 5776 |
|               | 2001 | 2004 | 2007 | 2009 | 2012 | 2014 | 2017 | 2019 | 2022 | 2024 |